# Ябланишки окръг
Ябланишкият окръг (на сръбски: Јабланички округ или Jablanički okrug) е разположен в югоизточната част на Сърбия, с площ от 2770 км2. Населението му през 2011 година е 216 304 души. Негов административен център е град Лесковац. На запад граничи с Косово, а на изток с България.

## Административно деление
Ябланишкият оркъг е съставен от 6 общини:
1. Град Лесковац
2. Бойник
3. Лебане
4. Медведжа
5. Власотинци
6. Църна трава

## Култура
Известни културно-исторически паметници на територията на окръга са римският некропол до село Мало Копашници, датиращ от 2 век пр.н.е., както и Яшунските манастири – „Въведение на Св. Богородица“ и „Св. Йоан Кръстител“, построени през 1499 година.